# نات دبليو. واشنطن
نات دبليو. واشنطن (بالإنجليزية: Nat W. Washington)‏ هو سياسي أمريكي، ولد في 2 مايو 1914 في كولي سيتي في الولايات المتحدة، وتوفي في 18 أغسطس 2007 في إفراتا في الولايات المتحدة. انتخب عضو مجلس نواب واشنطن.